# Zbigniew Sowa
Zbigniew Sowa (ur. 2 czerwca 1955 w Warszawie) – polski technik elektronik, poseł na Sejm PRL IX kadencji.

## Życiorys
Ukończył Pomaturalne Studium Techniczne. Od 1976 monter w Zakładach Metalowych „Predom-Mesko” w Skarżysku-Kamiennej. W 1978 wstąpił do Polskiej Zjednoczonej Partii Robotniczej, członek Komitetu Zakładowego. Członek Zarządu Fabrycznego Związku Socjalistycznej Młodzieży Polskiej. W 1985 uzyskał mandat posła na Sejm PRL IX kadencji z okręgu Skarżysko-Kamienna, zasiadał w Komisji Kultury.
Był dyrektorem Centrum Kształcenia Praktycznego w Skarżysku-Kamiennej, pracuje w Powiatowym Centrum Rozwoju Edukacji.